# Gentiana nivalis
La genciana nival  (Gentiana nivalis) es una especie de la familia de las gencianáceas.

## Caracteres
Planta anual de 1-15 cm, erecta. Tallos simples o ramificados. Hojas opuestas, enteras, ovales o elípticas, sin formar apenas rosetas. Flores de color azul intenso, solitarias, terminales, de hasta 1,5 cm de largo; cáliz con 5 lóbulos puntiagudos y corola que parece tener solo 5 lóbulos, dado que los secundarios son muy pequeños. Florece en verano.

## Hábitat
Prados innivados de alta montaña, más en los densos que en los pedregosos, brezales  indiferente al sustrato.

## Distribución
Norte de Europa y montañas por el sur hasta los Apeninos, Pirineos y Bulgaria.

## Taxonomía
Gentiana nivalis fue descrita por Carlos Linneo y publicado en Species Plantarum 1: 229. 1753.
Citología
Número de cromosomas de Gentiana nivalis  (Fam. Gentianaceae) y táxones infraespecíficos = Calathiana nivalis (L.) Delarbre: 2n=14.
Etimología
Gentiana: nombre genérico que según Plinio el Viejo y Dioscórides, su nombre deriva del de Gentio, rey de Iliria en el siglo II a. C., a quien se atribuía el descubrimiento del valor curativo de la Gentiana lutea.
nivalis: epíteto latino que significa "de la nieve".
Sinonimia
- Calathiana nivalis  (L.) Delarbre[5]
- Gentiana nivalis var. brevifolia Rouy [1908, Fl. Fr., 10 : 266]
- Ericala carpathica G.Don [1838, Gen. Hist., 4 : 190]
- Lexipyretum nivale (L.) Dulac [1867, Fl. Hautes-Pyr. : 450]
- Hippion nivale (L.) F.W.Schmidt in Roem. [1796, Arch. Bot. (Leipzig), 1 (1) : 10, 18]
- Ericoïla nivalis (L.) Borkh. in Roem. [1796, rch. Bot. (Leipzig), 1 (1) : 27]
- Ericala nivalis (L.) Gray [1821, Nat. Arr. Brit. Pl., 2 : 336]
- Chiophila nivalis (L.) Raf. [1837, Fl. Tell., 3 : 23][9]

## Nombre común
- Castellano: genciana nival.[5]